# 秋山大地 (ラグビー選手)
秋山 大地（あきやま だいち、1996年11月14日 - ）は、ラグビーユニオン選手。ジャパンラグビーリーグワンの横浜キヤノンイーグルスに所属している。

## 経歴
つるぎ高校時代からラグビーを始め、高校日本代表に選ばれた。
2015年、帝京大学に入学。
2016年、U20日本代表、ジュニア・ジャパンに選ばれた。
2018年、帝京大学ラグビー部の主将に就任した。
2019年、トヨタ自動車ヴェルブリッツ(現・トヨタヴェルブリッツ)に加入。
2020年1月12日にジャパンラグビートップリーグ第1節ヤマハ発動機ジュビロ戦に先発出場で公式戦初出場を果たす。
2021年、再結成されたサンウルブズのメンバーに選ばれた。
2022年6月18日に行われたリポビタンDチャレンジカップ2022ウルグアイ戦にて途中出場で日本代表初キャップを獲得した。
2025年5月、トヨタヴェルブリッツを退団。
2025年6月30日、横浜キヤノンイーグルスへの入団を発表した。